# Agustín Pavó
Agustín Pavó (né le 28 mai 1962 à Santiago de Cuba) est un athlète cubain spécialiste du 400 mètres. Il obtient ses seules médailles internationales lors de relais 4 × 400 mètres.

## Carrière

### Palmarès
| Date | Compétition           | Lieu         | Résultat | Performance   |
| ---- | --------------------- | ------------ | -------- | ------------- |
| 1987 | Jeux panaméricains    | Indianapolis | 2e       | 2 min 59 s 72 |
| 1987 | Championnats du monde | Rome         | 3e       | 2 min 59 s 16 |
| 1991 | Jeux panaméricains    | La Havane    | 1er      | 3 min 01 s 93 |